# La strada delle stelle
La strada delle stelle (The Mote in God's Eye) è un romanzo di fantascienza di Larry Niven e Jerry Pournelle del 1974.
È stato candidato ad entrambi i maggiori riconoscimenti della letteratura fantascientifica, il Premio Hugo e il Premio Nebula.

## Trama
Nell'anno 3017 l'umanità si è espansa in un vasto volume di spazio colonizzando innumerevoli pianeti grazie alla scoperta, poco dopo l'anno 2000, della propulsione Alderson che consente ad una nave di spostarsi istantaneamente attraverso lo spazio. La maggior parte dei pianeti colonizzati si trova sotto il dominio del Secondo Impero dell'Uomo, tuttavia in molte parti ai confini dell'impero scoppiano focolai di rivolta. In questa situazione giunge inaspettata una sonda a vela solare di fabbricazione aliena proveniente da un sistema solare chiamato Mote all'interno dello spazio imperiale, ma mai esplorato per la sua lontananza da ogni punto Alderson, i punti dello spazio nei quali è possibile effettuare un balzo a velocità superiore a quella della luce.
Viene immediatamente organizzata una spedizione di esplorazione costituita da due navi della marina imperiale: l'incrociatore MacArthur al comando nel neopromosso capitano Roderick Harold e la nave da guerra Lenin al comando dell'ammiraglio Kutuzov. La MacArthur trasporta oltre al suo equipaggio anche tutti gli scienziati facenti parte della spedizione e ha il compito di stabilire il primo contatto con gli alieni. La Lenin ha ordine di sorvegliare la situazione ed impedire che gli alieni apprendano la tecnologia militare dell'Impero, in particolare la propulsione Alderson e il campo Langston, una tecnologia di schermatura contro ogni tipo di energia.
Il primo contatto si rivela molto semplice, gli alieni sono molto amichevoli e ansiosi di stabilire relazioni commerciali con gli umani e durante la permanenza sul sistema l'equipaggio della MacArthur scopre molte cose sui Moties.
I Moties sono una specie divisa in molte caste, ciascuna biologicamente predisposta per un compito specifico: ci sono i Signori, i Mediatori, i Tecnici, ecc. Ogni casta è in grado di svolgere un solo compito, ma in modo eccellente, in particolare i tecnici sono in grado di smontare e ricostruire qualsiasi congegno in brevissimo tempo e la tecnologia che producono è per molti aspetti superiore a quella umana.
Ad un certo punto la missione viene interrotta da un grave incidente. Durante il primo contatto con gli alieni, l'equipaggio porta a bordo della MacArthur alcuni esemplari di una casta inferiore, appena degli animali privi d'intelligenza ma con un'istintiva abilità con ogni forma di tecnologia che i Moties usano come operai. Le piccole creature sfuggono al controllo e iniziano a moltiplicarsi rapidamente, nascondendosi agli umani e modificando sistemi della nave. Quando l'equipaggio si rende conto dell'entità dell'infestazione e cerca di sterminare le creature, esse reagiscono con armi di loro costruzione. Gli uomini, sopraffatti dal numero, sono costretti a rifugiarsi sulla Lenin e a distruggere la MacArthur, dopodiché l'ammiraglio Kutuzov ordina il rientro immediato nello spazio imperiale. Prima della partenza però i Moties convincono l'ammiraglio a portare con sé tre ambasciatori per instaurare relazioni diplomatiche con l'impero.
Tornati su Nuova Scozia, la capitale di settore più vicina, i membri della spedizione iniziano ad approfondire i dati raccolti durante il viaggio e comincia a manifestarsi in loro il sospetto che gli alieni non siano stati del tutto sinceri e alla fine scopriranno il segreto che cercavano di nascondere. I Moties infatti sono una specie estremamente prolifica, soggetta a periodiche crisi di sovrappopolazione che vengono risolte con lo scoppio di terribili conflitti e il conseguente regresso della loro civiltà alla barbarie in uno schema ciclico che non sono in grado di spezzare. Non si tratta quindi della specie pacifica che gli umani credevano, ma una specie bellicosa che comprende fra le sue varie caste specializzate una di terribili guerrieri. Il governo imperiale, allarmato da queste scoperte decide quindi di interrompere ogni contatto con gli alieni e imporre una quarantena al sistema di Mote per impedire ai suoi abitanti,già in possesso della propulsione Alderson, ma non del campo Langston, del cui segreto cercano di impadronirsi durante la spedizione umana, di diffondersi incontrollatamente per la galassia.

## Edizioni
- Larry Niven, Jerry Pournelle, The Mote in God's Eye, 1974.
- Larry Niven, Jerry Pournelle, La strada delle stelle, traduzione di Giusi Riverso, collana Cosmo Oro n° 20, Editrice Nord, 1975,  p. 484, ISBN 88-429-0317-5.